# Jiayuguan
Jiayuguan är en stad på prefekturnivå i provinsen Gansu i nordvästra Kina. Den ligger omkring 650 kilometer nordväst  om provinshuvudstaden Lanzhou. Staden är belägen nära ett bergspass från vilken den fått sitt namn och är också känt för att vara den ort där befästningen Jiayupasset markerar det västra slutet för kinesiska muren. Staden är relativt liten befolkningsmässigt. 

## Administrativ indelning
Jiayuguan är en av få städer på prefekturnivå som saknar indelning på häradsnivå. På sockennivå är den indelad i sju stadsdelsdistrikt och tre köpingar.
Stadsdelsdistrikt (jiedao):

- Chaoyang (朝阳街道)
- Jianshe (建设街道)
- Qianjin (前进街道)
- Shengli (胜利街道)
- Wuyi (五一街道)
- Xinhua (新华街道)
- Yuyuan (峪苑街道)

Köpingar (zhen):

- Wenshu (文殊镇)
- Xincheng (新城镇)
- Yuquan (峪泉镇)

## Klimat
Genomsnittlig årsnederbörd är 196 millimeter. Den regnigaste månaden är juli, med i genomsnitt 68 mm nederbörd, och den torraste är mars, med 2 mm nederbörd.